# ピリ
ピリ (英語: Pili、[piːˈliː] pee-LEE、学名: Canarium ovatum) はムクロジ目カンラン科に属する熱帯性樹木。フィリピン特産である。種子はピリナッツとして食用になり、フィリピンで商業的な採取が行われている。フィリピンカンランという和名がつけられたことがある。

## 概要
ピリは平均樹高20メートルほどの常緑樹で、樹形は対称性が高くよく目立つ。木部は樹脂に富み、強風にもよく耐える。雌雄異株(パパイヤやランブータンと同様、両性花ではあるが雌雄どちらかが不完全な機能的雌花または機能的雄花となり、株としては雌雄が分かれる) の虫媒花で、集散花序を若い葉の葉腋に付ける。花は年に何度も咲くが、種子の成熟には長い時間がかかる。子房は3室に分かれ、それぞれに2つ胚珠があるが、たいていはそのうち一方だけが発達する。
ピリの果実は核果で、全長4-7センチメートル、直径2.3-3.8センチメートル、重さ15.7-45.7グラムである。外果皮は滑らかで薄く光沢があり、熟すと紫がかった黒になる。中果皮は繊維質かつ多肉質で緑がかった黄色を呈する。種皮 (内果皮) は胚を保護しており、種皮の基底端は尖るが、形成端は多少鈍い。固い種皮と種子の間には茶色く薄い繊維質の薄皮があり、種皮と種子に密着している。種子の重量の大半を子葉が占め、果実全体の4.1-16.6%に相当する。種子は炭水化物を約8%、たんぱく質を11.5-13.9%含み、70%は脂質である。種子は木によっては苦かったり、繊維質だったり、テレピン油の匂いがしたりする。

## 分布と性質
ピリの原産地はフィリピンである。
ピリは肥沃で水はけのよい土壌と温暖で降雨の多い気候を好む典型的な熱帯性樹木である。わずかな霜や低温にも非常に弱い。種子を4-13℃の低温に晒すと、わずか5日間でも発芽率が大きく低下する。種子の劣化も早く、室温で12週間保存しただけでも発芽率は保存前の98%から19%にまで低下し、137日以上の保存ではまったく発芽しなくなる。
商業生産のためによく行われる取り木や接ぎ木による増殖はうまく行かないことがあり、成否は品種にもよると考えられている。5月から10月にかけて種子の収穫期を迎え、6月から8月がピークとなる。収量は殻付きの状態で100-150キログラムほどである。品質や収量は木によって大きく異なる。
新鮮な種子は殻とくっついていることが多いが、30℃で27-28時間かけて水分含有量3-5%まで乾燥させると簡単に剥がせるようになる。水分含有量2.5-4.6%まで乾燥させた殻付きナッツは、日陰で品質を低下させることなく1年間保存することができる。

## ピリナッツ

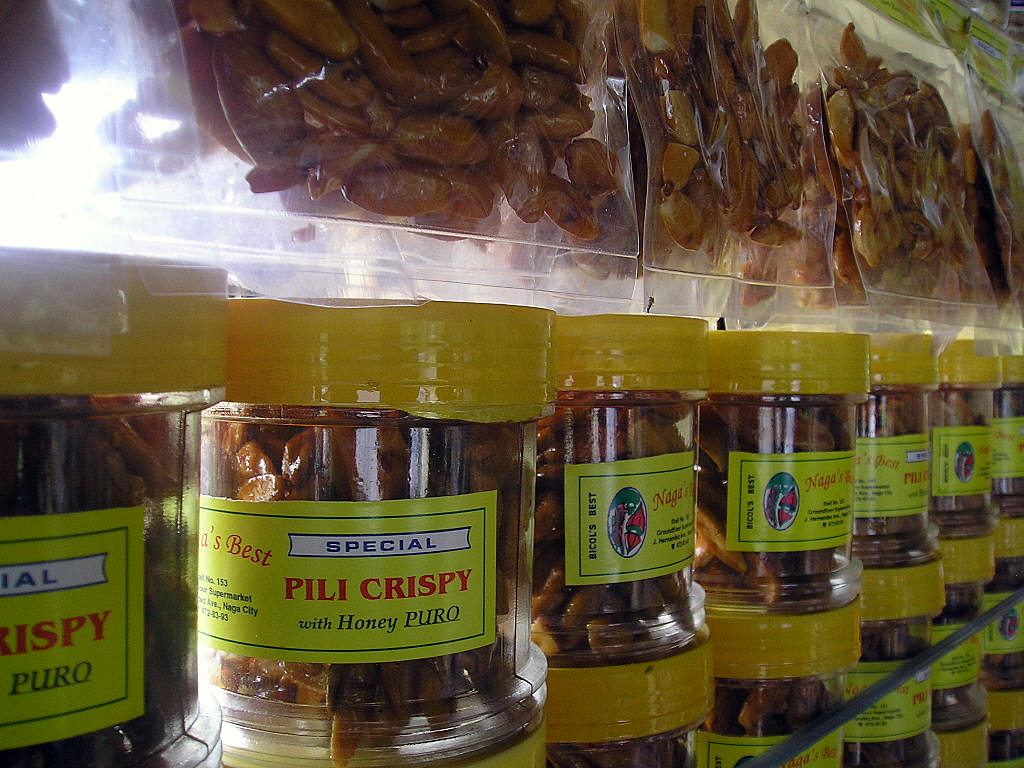
ピリナッツのキャンディ。フィリピンの南カマリネス州。

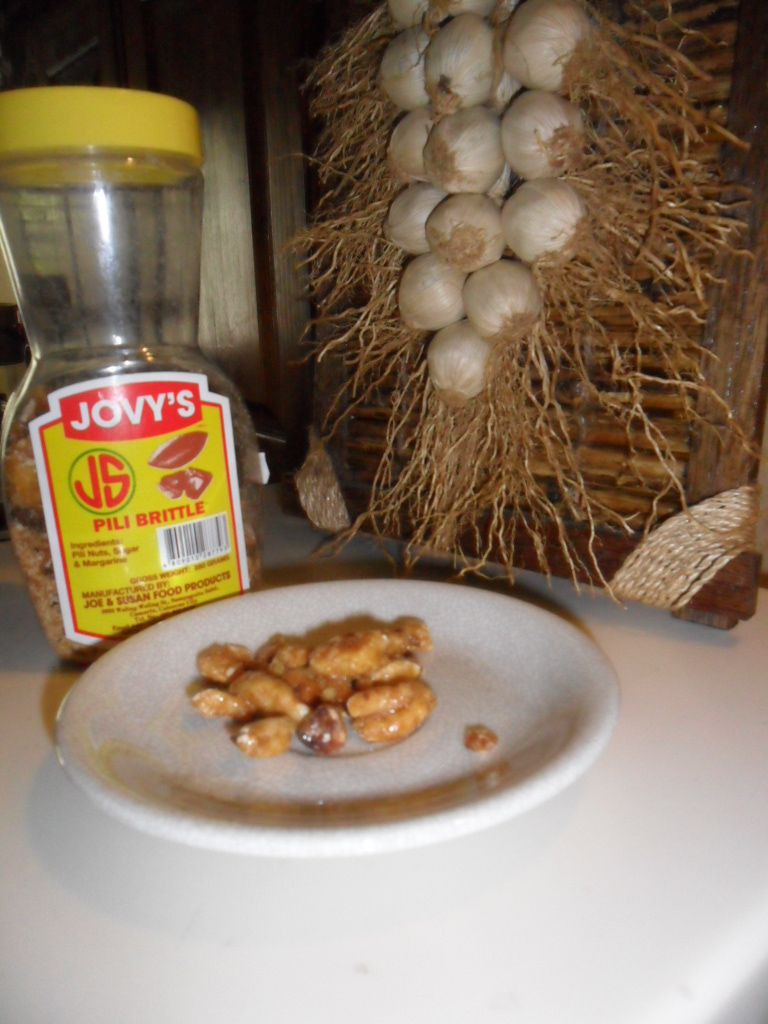
ピリナッツと砂糖、マーガリンで作ったピリナッツのブリットル。

種子はピリナッツとして食用となる。生のときはローストしたカボチャの種と似た風味であり、ローストすると松の実のような風味と食感であるとされる。
ピリそのものはインドネシアやマレーシア、フィリピンなどに広く分布しているが、商業的なピリナッツの生産はフィリピンでしか行われていない。生産の中心はビコル地方のソルソゴン州、アルバイ州、南カマリネス州の他、東ビサヤ地方と南タガログ地方 (カラバルソン地方、ミマロパ地方) である。現地に自生しているピリの木から採集しているだけで、専用の農地で商業的な栽培が行われているわけではない。
フィリピンではピリナッツを使ったキャンディやブリットルが広く出回り、インドネシアでは特にミナハサ半島とモルッカ諸島でボベンカまたはブベンカという焼き菓子を作るのに使われる。ピリナッツの大口消費先は香港と台湾で、中秋節の贈答品にする月餅の餡の材料に使われる。その他、チョコレートやアイスクリーム、焼き菓子に入れることもある。
栄養面ではマンガン、カルシウム、リン、カリウムを多く含み、脂肪とタンパク質が豊富な一方で炭水化物は少ない。脂肪のうち約半分はオレイン酸、約4割はパルミチン酸のグリセリドである。多価不飽和脂肪酸は比較的少ない。

## その他の利用
種子だけでなく若芽と果肉も食用になる。若芽はサラダに使われ、繊維質の果肉は味付けして煮たものを食べる。茹でたピリ果肉はサツマイモに似た食感である。約12%の油脂分を含んでおり、アボカドと同等の栄養価がある。この油脂分を抽出して調理油の代用にしたり、石鹸を作ることもできる。果皮は燃料にする他、多孔質で排水性・通気性がよいのでランやアンスリウムの鉢植資材としても有用である。
樹液にも油分が含まれるので火をつけるのに使ったり、ガソリン代わりとすることもある。伐採された木の幹や浅い切り傷が完全に乾く前に新鮮な樹液を集めて用いる。

## 持続的な利用
持続的な利用にあたって最大の問題は増殖が困難であることである。取り木や接ぎ木などの効率的な栄養繁殖手法がほとんど使えないため、優れた遺伝資源の確保が難しく、効率的な栽培手法を確立するための試験栽培も困難である。フィリピンでは品種として Red種、Albay種、Katutubo種 が選抜されている。米国農務省農業調査局の栄養繁殖性植物保存所 (National Clonal Germplasm Repository) ではピリの増殖と長期保存のための in vitro および栄養繁殖に関する研究に着手している。近年ハワイで作出された Poamoho種は収量と品質に優れ、乾燥させなくても種子が殻から簡単に外れるなど利用しやすいため、注目されている。